# Ragnar Anton Kittil Frisch

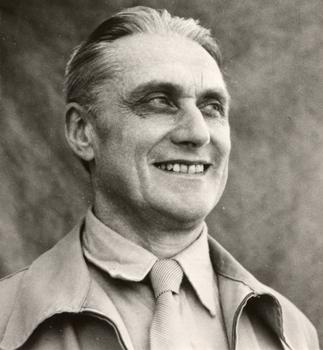
Ragnar Frisch

Ragnar Anton Kittil Frisch (* 3. März 1895 in Christiania, heute Oslo; † 31. Januar 1973 in Oslo) war ein norwegischer Ökonom. Für seine Analyse ökonomischer Prozesse und die Entwicklung dynamischer ökonomischer Modelle erhielt er, gemeinsam mit Jan Tinbergen, im Jahr 1969 den ersten Alfred-Nobel-Gedächtnispreises für Wirtschaftswissenschaften.

## Leben
Frisch wurde 1895 in Oslo als Sohn eines Goldschmieds geboren. Gold und Silber spielten in der Familie eine große Rolle, Frischs Vorfahren waren ebenfalls mit Edelmetallhandel erfolgreich, und somit begann er 1920 eine Lehre in einem Goldgeschäft in Oslo. Er schloss diese Lehre ab und wurde zunächst Goldschmied. Auf Zutun seiner Mutter begann Frisch das Studium der Ökonomie an der Universität Oslo. Dies schloss er 1919 ab und danach absolvierte er weitere Studienaufenthalte in Frankreich, Deutschland, Italien, den USA und im Vereinigten Königreich. 1926 erwarb er den Doktortitel in mathematischer Statistik an der Universität Oslo. Er wurde 1925 zum Assistenzprofessor und 1928 zum Associate Professor an der Universität Oslo ernannt. Von 1931 bis 1965 war Frisch voller Professor für Wirtschaftswissenschaften an der Universität Oslo. 1932 gründete er dort das Rockefeller-funded Institute of Economics und wurde sein Forschungsdirektor. Am 29. Dezember 1930 gründete er mit Irving Fisher und Charles F. Roos die Econometric Society, was als Geburtsstunde der Ökonometrie angesehen wird.
Unter Frischs' Leitung wurde der spätere Nobelpreisträger Trygve Haavelmo angestellt. Dieser arbeitete am Institut als Assistent und wurde stark von Frisch beeinflusst.
Im Jahr 1930 nahm Frisch eine Gastprofessur an der Yale University, sowie 1933 an der Universität von Paris (Sorbonne), wahr.

## Forschung
In den 1930er-Jahren entwickelte Frisch mathematisch spezifizierte dynamische Modelle von Wirtschaftsprozessen. Dynamische Analysemodelle berücksichtigen, dass verschiedene Faktoren und Effekte sich gegenseitig beeinflussen. Er ist damit einer der Pioniere der mathematischen Formulierung der Ökonomie, zur damaligen Zeit waren rein mathematisch gehaltene Artikel in Fachzeitschriften selten. Ein zentraler Aspekt seiner Forschung war es, theoretische Modellabläufe empirisch in tatsächlich messbaren Größen darzustellen. Dadurch konnten theoretische Wirtschaftsabläufe mithilfe von statistischen Hypothesenprüfungen überprüft werden. Diese Modellkonstruktionen wurden im Bereich von langfristigen Wachstums- und Planungsproblemen genutzt und spielten für Entwicklungsländer eine Bedeutung. Die Forschungsergebnisse halfen Konjunkturprognosen zu erstellen, Defizite in öffentlichen Haushalten und Wechselkursentwicklungen vorauszusagen. 1933 präsentierte er das erste mathematische Wirtschaftsmodell, das Schwankungen im Konjunkturzyklus beschreiben konnte. Mit diesen Forschungsleistungen wurde der Grundstein zu Steuerung von Wirtschaftsabläufen gelegt.

## Ehrungen
Seit 1952 war er socio straniero der Accademia Nazionale dei Lincei in Rom, die ihm 1960 den internationalen Antonio-Feltrinelli-Preis verlieh. Ebenfalls 1960 wurde er in die American Academy of Arts and Sciences gewählt. 1966 wurde er korrespondierendes Mitglied der British Academy. Seit 1970 war er gewähltes Mitglied der American Philosophical Society.

## Sonstiges
Die Frisch-Elastizität des Arbeitsangebots ist nach ihm benannt.
Er heiratete zweimal und hatte eine Tochter. Frischs Enkelin ist die norwegische Fernsehmoderatorin Nadia Hasnaoui.
Frisch war ein passionierter Imker.

## Ausgewählte Publikationen
- Ragnar Frisch, Frederick V. Waugh: Partial time regressions as compared with individual trends. In: Econometrica: Journal of the Econometric Society. Vol. 1, No. 4, Oct. 1933, S. 387–401 (PDF; 550 KB).
- Ragnar Frisch: On the notion of equilibrium and disequilibrium. In: The Review of Economic Studies. Vol. 3, No. 2, Feb. 1936, S. 100–105 (PDF; 1.253 KB).
- Ragnar Frisch: A complete scheme for computing all direct and cross demand elasticities in a model with many sectors. In: Econometrica: Journal of the Econometric Society. Vol. 27, No. 2, Apr. 1959, S. 177–196 (PDF; 713 KB).